# チョ・ソンハ (俳優)
チョ・ソンハ（조 성하、1966年8月8日 - ）は韓国の俳優。ソウル芸術大学演劇科卒。身長174cm体重65kg。

## 出演作品

### テレビドラマ
1998年
- 大王の道（4/15-8/13 MBC 全34話）- 思悼世子付きの内官 役

2003年
- 死ぬほど好き(別名:死ぬほど愛してる)（3/1-8/17 MBC 全49話）

2004年
- 英雄時代（7/5-2005年3/1 MBC 全70話）

2006年
- ファン・ジニ（10/11-12/28 KBS 全24話）- オムス楽士 役
- 旗（3/4 KBS 1話完結）- キム所長 役

2007年
- 隠遁する北の人（12/15 KBS 短編1時間）- キム・ムサ 役

2008年
- 大王世宗-テワンセジョン-（1/5-11/16 KBS 全86話）- イ・ス(李隋) 役
- 天使の報復-不倫と愛憎の果てに-(原題：妻と女)（10/20-2009年4/18 KBS 全156話）- ソ・ウギョン 役

2010年
- チュノ-推奴-（1/6-3/25 KBS 全24話）- イ・ジェジュン大監 役 (特別出演)21・22話
- キム・マンドク〜美しき伝説の商人（3/6-6/13 KBS 全30話）- 正祖 役 30話
- ミヘギョル～知られざる朝鮮王朝（8/20-10/29 tvN 全12話）- 楊州牧使 役 4話
- トキメキ☆成均館スキャンダル（8/30-2011年1/12 KBS 全20話）- 正祖 役
- 欲望の炎（10/2-2011年3/27 MBC 全50話）- キム・ヨンジュン 役

2011年
- マイ・プリンセス（1/5-2/24 MBC 全16話）- ヘヨンの曽祖父 役 (特別出演) 2話
- パラダイス牧場（1/24-3/15 SBS 全16話）- チニョンの父 役
- ホワイトクリスマス（1/30-3/20 KBS2 全8話）- カン・スンジョ 役
- ロマンスタウン（5/11-7/14 KBS 全20話）- ファン・ヨン 役
- 素敵な人生づくり（9/17-2012年3/11 SBS 全51話）- 謎の家の住人 役 (特別出演) 20話

2012年
- 約束の恋人(原題:韓半島)（2/6-4/3 TV朝鮮 全18話）- パク・ドミョン 役
- 優しい男(原題:世界のどこにもいない優しい男)（9/12-11/15 KBS 全20話）- ソク・ミニョク 役 (特別出演)
- ドラマスペシャル ノ・スクジャ氏の行方（6/17 KBS）- パク・ブドン 役

2013年
- アイリス2（2/13-4/18 KBS 全20話）- ハ・スンジン 役
- 九家の書 - 千年に一度の恋 -（4/8-6/25 MBC 全24話）- タム・ピョンジュン 役
- 王(ワン)家の家族たち（8/31-2014年2/16 KBS 全50話）- コ・ミンジュン 役

2015年
- 華政（4/13-9/29 MBC 全50話）- カン・ジュソン 役

2016年
- 名もなき英雄(原題：町の英雄)（1/23-3/20 OCN 全16話）- イム・テホ 役
- THE K2〜キミだけを守りたい〜（9/23-11/12 tvN 全16話）- チャン・セジュン 役

2017年
- 君を守りたい～SAVE ME～(原題:助けて)（8/5-9/24 OCN 全16話）- 霊父 ペク・ジョンギ 役
- 病院船〜ずっと君のそばに〜（8/30-11/2 MBC 全40話）- 父 ソン・ジェジュン 役 (特別出演)

2018年
- ハンムラビ法廷〜初恋はツンデレ判事!?〜(原題：ミス・ハンムラビ)（5/21-7/16 JTBC 全16話）- ドヨンの文学の師 役
- 100日の郞君様（9/10-10/30 tvN 全16話）- 左議政 キム・チャオン 役

2019年
- コッパダン～恋する仲人(原題：朝鮮婚談工作所 コッパダン)（9/16-11/5 JTBC 全16話）- イ・スの父 役

2020年
- メモリスト（3/11-4/30 tvN 全16話）- 警視庁次長 イ・シヌン 役
- 飛べ小川の竜（10/30-2021年1/23 KNTV 全20話）- 最高裁 判事 チョ・ギス 役

2021年
- ナビレラ -それでも蝶は舞う-（3/22-4/27 tvN 全12話）- イ・ムヨン 役
- ホン・チョンギ（8/1-11/2 SBS 全16話）- 国王 ソンジョ 役

2022年
- アダマス　失われたダイヤ（7/27-9/15 tvN 全16話）- 死刑囚 イ・チャンウ 役

2023年
- 代理店（1/7-2/26 JTBC) - チェ・チャンス 役
- 青春越壁(青春ウォルダム) (2/6-4/11 tvN 全20話) - 左議政 ハン・ジュンオン 役

2024年
- 魅惑の人（1/21-3/3 tvN 全16話) - 兵曹判書 キム・ジョンベ 役

### 映画
1997年
- インシャラ（1/8 イ・ミニョン監督 107分 R15）- オ・ジンヨン 役

2001年
- 火山高（12/8 キム・テギュン監督 121分 R12）- 国語教師 役

2004年
- 微笑/ほほえみ（2/13 パク・キョンヒ監督 96分 103分 R15）- 教官 役
- チンピラ口調（6/23 チョ・ボムグ監督 103分 R18）- 体育教師 役
- スパイダー・フォレスト 懺悔(原題:蜘蛛の森)（9/3 ソン・イルゴン監督 112分 R18）- チェ・ジョンピル 役

2005年
- ケンカの技術（1/5 シン・ハンソル監督 95分 R15）- ドンス 役 (特別出演　編集でCut)
- 羽根（1/14 ソン・イルゴン監督 80分 R12）- 叔父 役
- おまえを逮捕する(原題:強力3班)（9/29 ソン・ヒチャン監督 111分 R15）- チャン社長 役 (特別出演)

2006年
- 美しき野獣（1/12 キム・ソンス監督 124分 R18）- 裁判検事 役 (友情出演)
- チ・ジニ×ムン・ソリ 女教授(原題:女教授の隠密な魅力)（3/16 イ・ハ監督 105分 R18）- パク・ソゴ 役
- ピーターパンの公式（4/13 チョ・チャンホ監督 108分 R18）- パク・コーチ 役
- シリーズ多細胞少女(DVD)（8/10 キム・ソンホ監督作品）DISK4-3 学生会議 - 会社員 役 (特別出演)
- シンデレラ（8/17 ポン・マンデ監督 94分 R15）- ヒョンスの父 役

2007年
- 青い自転車（4/19 クォン・ヨングク監督 97分）- トンギュの姉の夫 役
- フライ・ダディ（8/3 チェ・ジョンテ監督 112分 R12）- チャ・ジュオ 役
- 貯水池で引き上げたチーター（10/25 ヤン・ヘフン監督 88分 R18）- チェ・ビョンチョル 役

2008年
- 僕の友人、その彼の妻(原題:私の友人、彼の妻)（11/27 シン・ドンイル監督 116分 R18）- グローバル銀行部長 役 (友情出演)

2009年
- 黄金時代（9/10 チェ・ギ監督 R15）segment9 最も早く走る男(短編10話オムニバスの9話目) - ホームレス 役
- 執行者（11/5 チェ・ジノ監督 97分 R18）- チャン・ヨンドゥ 役

2010年
- 彼女に（5/13 キム・ソンホ監督 82分 R15）- トンヨン 役
- 殺人の川（9/30 キム・デヒョン監督 99分 青少年観覧不可）- カン刑事 役 (特別出演)
- 味噌(テンジャン)（10/21 イ・ソグン監督 107分 R12）- パク・ミン/パク・ク 役
- 哀しき獣(原題:黄海)（12/22 ナ・ホンジン監督 156分 青少年観覧不可）- キム・テウォン 役

2011年
- Break Night(原題:番人)（3/3 ユン・ヒョン監督 117分 R15）- キテの父 役
- ただ君だけ（10/20 ソン・イルゴン監督 105分 R15）- チェ社長 役 (友情出演)
- ハートに一発！(原題:決定的な一発)（12/7 パク・チュング監督 100分 R15）- チェ・ドクペ社長 役 (友情出演)

2012年
- 火車 HELPLESS（3/8 ピョン・ヨンジュ監督 117分 R15）- キム・ジョングン 役
- 冥王星（7/11 シン・スウォン監督 107分 R15）- パク班長 役
- ミリオネア・オン・ザ・ラン(原題:500万ドルの男)（7/19 キム・イクノ監督 107分 R15）- ハン常務 役
- R2B:リターン・トゥ・ベース（8/15 キム・ドンウォン監督 113分 R15）- チョ・ビョンギル中将 役 (特別出演)
- 非情な都市（10/25 キム・ムンフム監督 90分 R18）- タクシー運転手トン・イルホ 役
- サスペクト 哀しき容疑者（12/24 ウォン・シニョン監督 137分 R15）- キム・ソッコ室長 役

2013年
- 同窓生（11/6 パク・ホンス監督 112分 R12）- ムン・サンチョル 役

2015年
- ヒマラヤ〜地上8,000メートルの絆〜（12/16 イ・ソックン監督 124分 R12）- イ・ドンギュ 役

2022年
- 愛に奉仕せよ（2/23 チャン・チョルス監督 146分 R15+）- ピ・チョルジン師団長 役
- 梟（11/23 アン・テジン監督 119分）- チェ大監 役

### 短編映画
- 失踪者たち Missing Peoples（2005年 ミン・ジェフィ監督 38分）

### 舞台
- キャッツ（1990年）
- ドンキホーテ（2002年）
- プリシラ（2014年）- バーナデット 役

### PV
- 8eight「その唇をふさいでみる」（2011年）